# Chrysothamnus
Chrysothamnus är ett släkte av korgblommiga växter. Chrysothamnus ingår i familjen korgblommiga växter.
Kladogram enligt Catalogue of Life:
| Chrysothamnus | \| \| Chrysothamnus baileyi \| \| \| \| \| \| Chrysothamnus depressus \| \| \| \| \| \| Chrysothamnus eremobius \| \| \| \| \| \| Chrysothamnus greenei \| \| \| \| \| \| Chrysothamnus humilis \| \| \| \| \| \| Chrysothamnus molestus \| \| \| \| \| \| Chrysothamnus oreophilus \| \| \| \| \| \| Chrysothamnus parryi \| \| \| \| \| \| Chrysothamnus scopulorum \| \| \| \| \| \| Chrysothamnus stylosus \| \| \| \| \| \| Chrysothamnus vaseyi \| \| \| \| \| \| Chrysothamnus viscidiflorus \| \| \| \| |
|               | \| \| Chrysothamnus baileyi \| \| \| \| \| \| Chrysothamnus depressus \| \| \| \| \| \| Chrysothamnus eremobius \| \| \| \| \| \| Chrysothamnus greenei \| \| \| \| \| \| Chrysothamnus humilis \| \| \| \| \| \| Chrysothamnus molestus \| \| \| \| \| \| Chrysothamnus oreophilus \| \| \| \| \| \| Chrysothamnus parryi \| \| \| \| \| \| Chrysothamnus scopulorum \| \| \| \| \| \| Chrysothamnus stylosus \| \| \| \| \| \| Chrysothamnus vaseyi \| \| \| \| \| \| Chrysothamnus viscidiflorus \| \| \| \| |
|               | Chrysothamnus baileyi |
|               | |
|               | Chrysothamnus depressus |
|               | |
|               | Chrysothamnus eremobius |
|               | |
|               | Chrysothamnus greenei |
|               | |
|               | Chrysothamnus humilis |
|               | |
|               | Chrysothamnus molestus |
|               | |
|               | Chrysothamnus oreophilus |
|               | |
|               | Chrysothamnus parryi |
|               | |
|               | Chrysothamnus scopulorum |
|               | |
|               | Chrysothamnus stylosus |
|               | |
|               | Chrysothamnus vaseyi |
|               | |
|               | Chrysothamnus viscidiflorus |
|               | |